# Mieczysław Ptaszyński

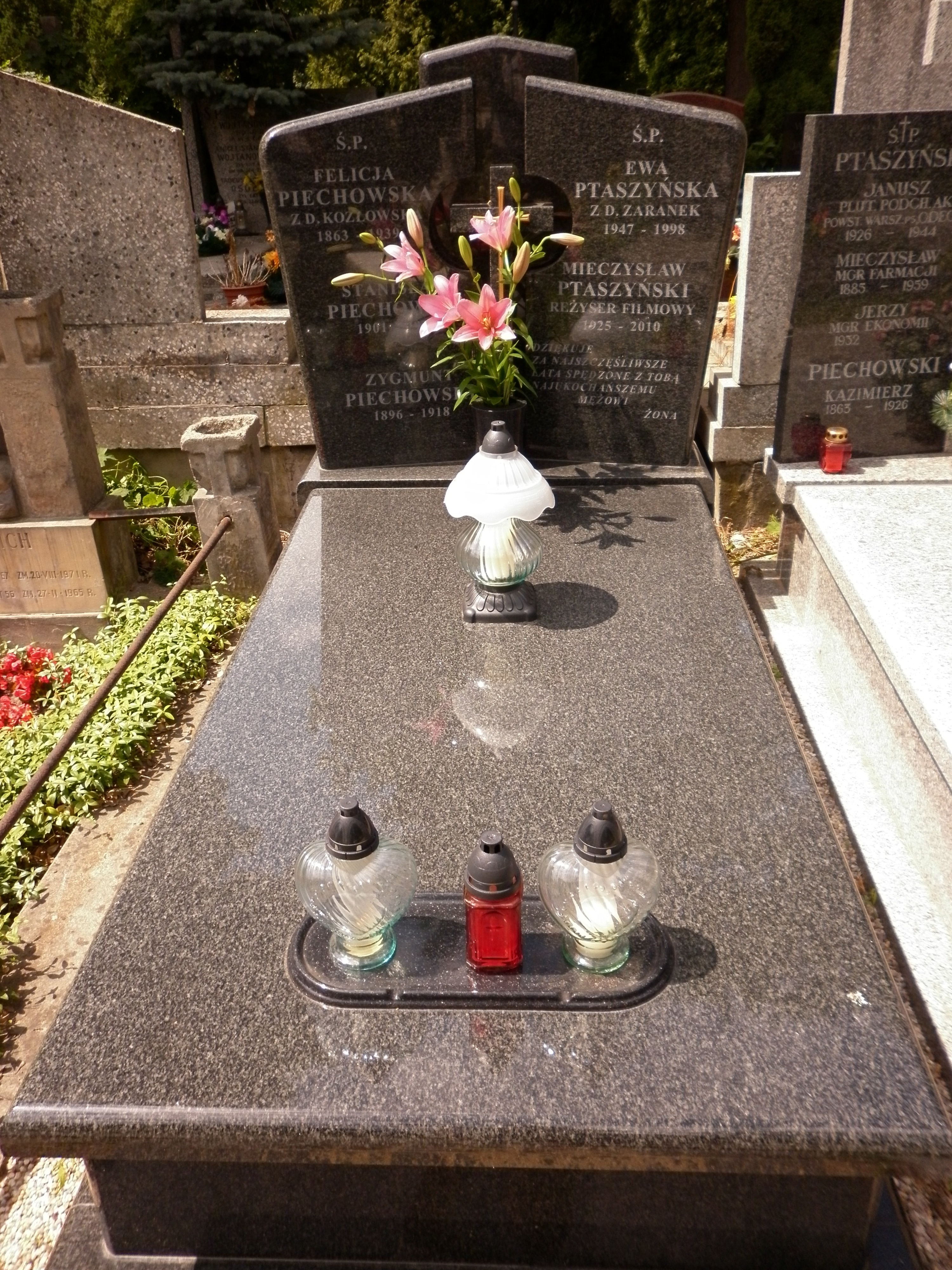
Grób Mieczysława Ptaszyńskiego na cmentarzu Bródnowskim

Mieczysław Ptaszyński (ur. 4 stycznia 1925 w Skalbmierzu, zm. 27 listopada 2010 w Warszawie) – polski reżyser filmowy.
Jako młody chłopak podczas II wojny światowej brał udział w działalności konspiracyjnej, podczas powstania warszawskiego walczył w Zgrupowaniu Bartkiewicz, w III plutonie 4 kompanii pod dowództwem kpt. Żmudzina. Używał pseudonimu „Mazur”. Z wykształcenia był farmaceutą, ale od 1960 reżyserował filmy dokumentalne i przyrodnicze. Był członkiem Stowarzyszenia Filmowców Polskich. Zmarł w wieku 85 lat i 3 grudnia 2010 spoczął na cmentarzu Bródnowskim (kw. 14B-I-11).